# Маккормак, Люк
Люк Маккормак (англ. Luke McCormack; род. 8 июня 1995, Сандерленд, Северо-Восточная Англия) — британский английский боксёр, представитель первой полусредней весовой категории. Выступал за сборные Великобритании и Англии по боксу в 2011—2021 годах, обладатель серебряной медали чемпионата Европы, бронзовый призёр Игр Содружества и Европейских игр, чемпион Евросоюза, победитель и призёр ряда крупных международных турниров, участник чемпионата мира в Гамбурге. С 2024 года боксирует на профессиональном уровне.

## Биография
Люк Маккормак родился 8 июня 1995 года в Сандерленде, графство Тайн-энд-Уир — одновременно с братом-близнецом Пэтом. Вместе с братом занимался боксом в клубе Birtley ABC в Вашингтоне.
Впервые заявил о себе на международном уровне в сезоне 2011 года, когда в составе британской сборной выступил на юниорском европейском первенстве в Кестхее и на юниорском мировом первенстве в Астане.
Начиная с 2015 года боксировал в полупрофессиональной лиге World Series of Boxing, представляя команду British Lionhearts. На Европейских играх в Баку в 1/8 финала лёгкой весовой категории уступил французу Софьяну Умиа.
В 2016 году отметился победой на международном турнире «Золотой гонг» в Скопье.
В 2017 году на чемпионате Европы в Харькове завоевал серебряную медаль в первом полусреднем весе, уступив в решающем поединке армянину Оганесу Бачкову. На чемпионате мира в Гамбурге в 1/8 финала был остановлен представителем Германии Артёмом Арутюняном.
В 2018 году представлял Англию на Играх Содружества в Голд-Косте — в зачёте первого полусреднего веса выиграл бронзовую медаль, проиграв в полуфинале намибийцу Джонасу Джуниасу. Также в этом сезоне превзошёл всех соперников на чемпионате Евросоюза в Вальядолиде.
В 2019 году взял бронзу на Европейских игах в Минске, где в полуфинале был побеждён французом Софьяном Умиа. Боксировал на чемпионате мира в Екатеринбурге — в 1/8 финала категории до 63 кг раздельным решением судей проиграл доминиканцу Леонелю де лос Сантосу.
Став бронзовым призёром европейского олимпийского квалификационного турнира, благополучно прошёл отбор на летние Олимпийские игры 2020 года в Токио — в первом поединке категории до 63 кг раздельным решением выиграл у индуса Маниша Каушика, но затем в 1/8 финала единогласным решением проиграл кубинцу Энди Крусу и выбыл из борьбы за медали.
В марте 2024 года Люк Маккормак успешно дебютировал на профессиональном уровне.